# ابنة الساحرة (رواية)
ابنة الساحرة (بالإنجليزية: The Witch's Daughter)‏ هي رواية أطفال للكاتبة الإنجليزية نينا بودن، نشرت عام 1966، لأول مرة عن دار نشر فيكتور غولانس.